# 클레멘스 크라우스

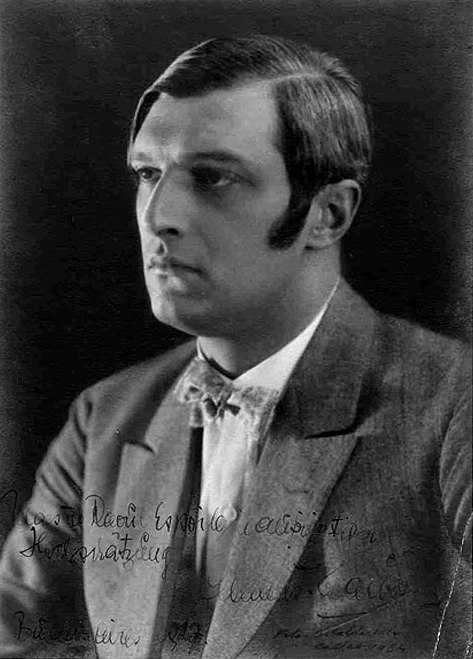

클레멘스 크라우스(Clemens Heinrich Krauss, 1893년 3월 31일 ~ 1954년 5월 16일)는 오스트리아의 지휘자이자 오페라 임프레사리오이다.
크라우스는 빈의 유명한 지휘자이다. 빈에서 태어나 그 곳에서 국립가극장과 필하모니 관현악단의 지휘자로서의 활동이 중심이며, 높은 명성을 얻었다. 객연 지휘로 각 지방으로 돌아다닌 일도 많았지만, 1954년 멕시코로 객연 여행 중에 급서했다. 그는 빈 기질을 지닌 명지휘자로서 평판이 높았다. 빈 왈츠는 절품(絶品)이라고 전해진다. 리하르트 슈트라우스와는 친하게 사귀었고, 그 교향시나 악극에 대한 탁월한 지휘는 절찬을 받을 만하다. 그것 이외의 독일·오스트리아의 작품, 특히 모차르트의 작품도 매우 훌륭히 연주하였다.